# Achillea schmakovii
Achillea schmakovii là một loài thực vật có hoa trong họ Cúc. Loài này được Kupr. mô tả khoa học đầu tiên năm 1995.